# Falsos guanys
"Falsos guanys" (títol original en anglès "False Profits") és el cinquè episodi de la tercera temporada i el 47è del total de la sèrie de televisió de ciència-ficció estatunidenca Star Trek: Voyager. El guió va ser escrit per Joe Menosky, i dirigit per Cliff Bole. L'episodi es va emetre a UPN el 2 d'octubre de 1996. L'episodi funciona com una seqüela de l'episodi Star Trek: La nova generació "L'oferta" (1989).
Ambientada al segle XXIV, la sèrie segueix les aventures de la tripulació de la Flota Estel·lar i els Maquis de la nau estel·lar USS Voyager després de quedar encallats al Quadrant Delta a desenes de milers d’anys llum de distància de la resta de la Federació. En aquest episodi, la tripulació se sorprèn de trobar-hi alguns ferengi.
És un dels quatre episodis que es van rodar per a la segona temporada i es van emetre a la tercera.

## Argument
La USS Voyager detecta un forat de cuc inestable, el punt de sortida del qual es rastreja fins al Quadrant Alfa. Aquesta seria una drecera cap a casa per a la Voyager; l'únic problema és que el costat del quadrant Delta es mou de manera erràtica. Mentre Harry Kim i B'Elanna Torres treballen en una manera d'estabilitzar el forat de cuc, Tuvok investiga un planeta proper anomenat Takar amb una civilització de l'Edat de Bronze. Se sorprèn de descobrir-hi proves de tecnologia replicadora.
Chakotay i Paris es teleporten per investigar. Descobreixen dos ferengi que es fan passar per savis predits a la mitologia del planeta. Anys enrere, tal com es narra a l'episodi de Star Trek: La nova generació "L'oferta", havien passat pel forat de cuc i, com que era inestable, no havien pogut tornar enrere. En canvi, havien decidit explotar la tecnologia replicadora per fer-se rics. Quan els ferengi són teletransportats a bord de la Voyager, es neguen a tornar pel forat de cuc i assenyalen el dany a la religió dels nadius si simplement desapareguessin. Janeway es veu obligada a retornar-los al planeta. Neelix, disfressat de ferengi, torna al planeta. Es fa passar per un representant (el "Gran Proxy") del governant ferengi, el Gran Nagus, i exigeix que els dos tornin al Quadrant Alfa perquè pugui confiscar les seves riqueses. El seu engany es descobreix i els ferengi intenten matar-lo. Neelix sobreviu amb prou feines a l'assalt i es queda entre els nadius. Tanmateix, la tripulació de la "Voyager" s'ha assabentat del final de la mitologia nativa: Neelix s'anuncia com el "Sant Pelegrí", un personatge profetitzat que retornarà els savis a casa seva. Es coordina amb la "Voyager" per crear signes de la seva autenticitat, cosa que incita els nadius a intentar cremar-lo a ell i als ferengi a la foguera, citant un passatge que profetitza que tornaran a casa en "ales de foc". Neelix i els ferengi són teletransportats a l'últim moment i els nadius estan convençuts que la seva profecia s'ha fet realitat.
La tripulació de la "Voyager" aconsegueix estabilitzar el forat de cuc, però els ferengi aconsegueixen robar la seva llançadora, que la "Voyager" havia confiscat. Els seus intents d'escapar de tornada a Takar acaben amb ells sent xuclats pel forat de cuc i desestabilitzant-lo pels dos extrems, deixant els ferengi perduts a l'espai de nou. La "Voyager" es queda enrere i reprenen el curs cap al Quadrant Alfa a la velocitat de curvatura 6.

## Actors convidats
- Dan Shor - Arridor
- Leslie Jordan - Kol
- Michael Ensign - Bard
- Rob LaBelle - Kafar

## Recepció
El 2017, "Den of Geek" va incloure això a la seva guia abreujada de visionat de "Star Trek: Voyager", seleccionant aquest episodi a la seva guia de crossovers.
El 2017, Treknews.net va considerar que aquest era un dels episodis més divertits de tots els «Star Trek», i va comparar la trama amb la d'una altra franquícia de ciència-ficció, Stargate.

## Llançaments
"Falsos guanys" es va publicar en LaserDisc al Japó el 25 de juny de 1999, com a part del conjunt 3rd Season Vol. 1.
"Falsos guanys" es va publicar en DVD el 6 de juliol de 2004 com a part de Star Trek Voyager: Complete Third Season, amb àudio Dolby 5.1 surround. El DVD de la temporada 3 es va publicar al Regne Unit el 6 de setembre de 2004.
El 2017, la sèrie de televisió completa Star Trek: Voyager es va publicar en una caixa recopilatòria de DVD, que incloïa "Falsos guanys" com a part dels discs de la tercera temporada.